# Attilio Santarelli
Attilio Santarelli (Faenza, 26 aprile 1934 – Faenza, 27 luglio 2007) è stato un calciatore italiano, di ruolo portiere.

## Caratteristiche tecniche

### Giocatore
Durante la sua carriera divenne famoso per la sua abilità nel parare i rigori, avendone parati tra l'altro due nella stessa partita di Serie A (vittoria esterna del Bologna sul Napoli dell'8 dicembre 1957, in cui neutralizzò le conclusioni dal dischetto di Cesare Franchini e Beniamino Di Giacomo),nonché per le uscite temerarie.

## Carriera

### Giocatore
Dopo una carriera dilettantistica che lo vede esordire nel Faenza quando era ancora sedicenne, nel torneo di Promozione 1950-1951, a cui seguì una stagione al Baracca Lugo, comincia la carriera professionistica nel 1953, in Serie B, al Cagliari che alla sua prima stagione (1953-1954) si piazza al terzo posto del torneo dopo la sconfitta nello spareggio per la promozione a Roma contro la Pro Patria.

Santarelli (in piedi, terzo da sinistra) nel Bologna del 1960-1961

Nel 1956 si trasferisce quindi al Bologna, in Serie A, dove debutta il 5 maggio 1957, nella sfida interna contro la Sampdoria. In Emilia collezionò, tutte in massima serie, 154 presenze in coincidenza con gli ultimi anni della gestione di Renato Dall'Ara, nella cui squadra avrebbe vinto nel 1961 la Coppa Mitropa e, nel successivo campionato, sarebbe arrivato quarto in classifica.
Terminò la carriera ad alto livello in massima categoria con il Mantova, dov'era stato chiamato da Edmondo Fabbri, facendo da secondo a Dino Zoff. In carriera ha totalizzato complessivamente 161 presenze in Serie A e 58 in Serie B.

### Allenatore
Intrapresa la carriera da allenatore guidando, tra dilettanti e semiprofessionisti, squadre prevalentemente adriatiche come Faenza, Fano, Riccione e Forlì; con questi ultimi, peraltro, nella partita valevole per la promozione in Serie C ritornò a giocare tra i pali per sostituire il suo portiere infortunato, parando nell'occasione due rigori.
Muore nella sua Faenza, all'età di settantatré anni, nel luglio del 2007.

## Palmarès

### Giocatore

#### Competizioni internazionali
- Coppa Mitropa: 1

Bologna: 1961

### Allenatore

#### Competizioni nazionali
- Campionato italiano Serie D: 3

Forlì: 1967-1968 (girone D)
Riccione: 1972-1973 (girone D)
Fano: 1975-1976 (girone D)